# Baissoferus immemoris
Baissoferus immemoris is een fossiele soort schietmot uit de familie Baissoferidae.